# Polytrichadelphus rubescens
Polytrichadelphus rubescens là một loài Rêu trong họ Polytrichaceae. Loài này được (Mitt.) G.L. Sm. miêu tả khoa học đầu tiên năm 1969.